# Montséret
Montséret – miejscowość i gmina we Francji, w regionie Oksytania, w departamencie Aude. Gmina znajduje się na terenie Parku Regionalnego Narbonnaise en Méditerranée. 
Według danych na rok 1990 gminę zamieszkiwało 347 osób, a gęstość zaludnienia wynosiła 31 osób/km² (wśród 1545 gmin Langwedocji-Roussillon Montséret plasuje się na 597. miejscu pod względem liczby ludności, natomiast pod względem powierzchni na miejscu 692.). 